# Sindo (Burkina Faso)
Pour les articles homonymes, voir Sindo (Corée du Nord).
Cet article concerne le village chef-lieu. Pour le département et la commune rurale, voir Sindo (département).
Sindo est un village du département et la commune rurale de Sindo, dont il est le chef-lieu, situé dans la province du Kénédougou et la région des Hauts-Bassins au Burkina Faso.

## Géographie

### Situation et environnement
Sindo se trouve à 2 km de la frontière malienne, mais aucune réelle route ne la relie à une commune malienne située sur l’autre rive de la rivière Banifing, en raison de la zone marécageuse. Le village est situé à environ 100 km à l’ouest de Bobo-Dioulasso.

### Démographie
- En 2006, le village comptait 6 998 habitants recensés[1].

## Santé et éducation
Sindo accueille un centre de santé et de promotion sociale (CSPS).